# Eparhia Slavei
Eparhia Slavei este una din cele trei eparhii ale Mitropoliei Ortodoxe Ruse de Rit Vechi. Are sediul la mănăstirea Uspenia de la Slava Rusă (jud.Tulcea) și este condusă de arhiepiscopul Flavian Fedea.